# Klimentov
Klimentov (in tedesco Klemensdorf) è una frazione di Velká Hleďsebe, comune ceco del distretto di Cheb, nella regione di Karlovy Vary.

## Geografia fisica
Il villaggio si trova 1 km a nord-ovest da Velká Hleďsebe. Nel villaggio sono state registrate 143 abitazioni, nelle quali vivono 590 persone.
Altri comuni limitrofi sono Sekerské Chalupy, Velké Krásné, Malé Krásné e Jedlová ad ovest, Valy e Lázně Kynžvart a nord, Hörgassing, Mariánské Lázně, Úšovice e Stanoviště ad est e Malá Hleďsebe, Drmoul, Horní Ves, Trstěnice, Plánská Huť, Skelné Hutě, Zadní Chodov e Chodovská Huť a sud.